# 五諸侯四 (井宿)
雙子座υ，又名BD+27 1424，HD 60522、SAO 79533、HR 2905，是雙子座的一颗恒星，视星等为4.06，位于銀經192.6，銀緯21.06，其B1900.0坐标为赤經7h 29m 45.6s，赤緯+27° 21.06′ 5″。

## 中文星名
五諸侯（Five Feudal Kings）即是五位地方的諸侯。井宿的五諸侯是太微垣中的五諸侯翻版。
井宿的五諸侯出現在《晉書·天文志》：「五諸侯五星，在東井北，主刺舉，戒不虞。又曰理陰陽，察得失。亦曰主帝心。一曰帝師，二曰帝友，三曰三公，四曰博士，五曰太史，此五者常為帝定疑議。」
因此「五諸侯四」是五位地方諸侯中的博士。